# Wartownik (informatyka)
Wartownik – specjalny rodzaj obiektu, oznaczający koniec struktury danych. Jest stosowany do przyspieszania operacji m.in. na tablicach, listach, drzewach. W listach i drzewach implementowanych za pomocą wskaźników wartownikiem jest często wskaźnik pusty. W wielu językach programowania łańcuchy znaków są zakończone wartownikiem – znakiem o kodzie 0.